# Mesostigmata
Ordre
Les Mesostigmata, ou mesostigmates en français, sont un ordre d'acariens parasitiformes.
On connaît près de 11 500 espèces, presque 900 genres, 109 familles et 25 super-familles.

## Classification
Selon Krantz & de Walter, 2009 :
- Sous-Ordre Sejida
  - Super-famille Sejoidea
- Sous-Ordre Trigynaspida
  - Cohorte Cercomegistina
    - Super-famille Cercomegistoidea

  - Cohorte Antennophorina
    - Super-famille Aenictequoidea
    - Super-famille Antennophoroidea
    - Super-famille Celaenopsoidea
    - Super-famille Fedrizzioidea
    - Super-famille Megisthanoidea
    - Super-famille Parantennuloidea
- Sous-Ordre Monogynaspida
  - Cohorte Microgyniina
    - Super-famille Microgynioidea

  - Cohorte Heatherellina
    - Super-famille Heatherelloidea

  - Cohorte Uropodina
    - Sous-Cohorte Uropodiae
      - Super-famille Polyaspidoidea
      - Super-famille Thinozerconoidea
      - Super-famille Trachyuropodoidea
      - Super-famille Uropodoidea

    - Sous-Cohorte Diarthrophalliae
      - Super-famille Diarthrophalloidea

  - Cohorte Gamasina
    - Sous-Cohorte Epicriiae
      - Super-famille Epicrioidea
      - Super-famille Zerconoidea

    - Sous-Cohorte Arctacariae
      - Super-famille Arctacaroidea

    - Sous-Cohorte Parasitiae
      - Super-famille Parasitoidea

    - Sous-Cohorte Dermanyssiae
      - Super-famille Ascoidea
      - Super-famille Dermanyssoidea
      - Super-famille Eviphidoidea
      - Super-famille Phytoseioidea
      - Super-famille Rhodacaroidea
      - Super-famille Veigaioidea

Meliponopus Fain & Flechtman, 1985 n'est pas classé.

## Publication originale
- Canestrini, 1891 : Abbozzo del Sistema Acarologico. Atti del reale Istituto Veneto di Scienze, Lettere ed Arti, vol. 7, n. 2, p. 699–725.